# Cadí
Cadí är ett berg i Spanien.   Det ligger i provinsen Província de Lleida och regionen Katalonien, i den nordöstra delen av landet, 500 km öster om huvudstaden Madrid. Toppen på Cadí är 2 548 meter över havet, eller 62 meter över den omgivande terrängen. Bredden vid basen är 0,58 km.
Terrängen runt Cadí är bergig åt sydväst, men åt nordost är den kuperad. Runt Cadí är det mycket glesbefolkat, med 3 invånare per kvadratkilometer. Närmaste större samhälle är La Seu d'Urgell, 12,8 km nordväst om Cadí. Trakten runt Cadí består i huvudsak av gräsmarker.